# BMO Field
BMO Field là một sân vận động ngoài trời tọa lạc tại Exhibition Place ở Toronto, Ontario, Canada, là sân nhà của Toronto FC của Major League Soccer và Toronto Argonauts của Canadian Football League. Được xây dựng trên địa điểm của Sân vận động Exhibition trước đây và được khai trương lần đầu tiên vào năm 2007, sân thuộc sở hữu của Thành phố Toronto và được quản lý bởi Maple Leaf Sports & Entertainment. Quyền đặt tên của sân vận động do Ngân hàng Montreal nắm giữ, thường được gọi là "BMO" (/ˈbiːmoʊ/).
BMO Field ban đầu được xây dựng như một sân vận động dành riêng cho bóng đá để phục vụ như sân nhà của Toronto FC mở rộng và tổ chức các trận đấu trong Giải vô địch bóng đá U-20 thế giới 2007 và Giải vô địch bóng đá nữ U-20 thế giới 2014. Vào năm 2010, khi sân vẫn còn là một sân vận động trung lập, BMO Field đã tổ chức Cúp MLS. Kể từ khi tổ chức các trận chung kết năm 2016 và 2017 với Toronto FC, theo thông lệ hiện tại là tạo lợi thế sân nhà cho đội có thành tích mùa giải tốt hơn. Địa điểm cũng đã tổ chức môn rugby union, bao gồm các trận đấu của đội tuyển quốc gia Canada và các trận đấu rugby sevens trong Đại hội Thể thao Liên châu Mỹ 2015.
Từ năm 2014 đến năm 2016, sân vận động đã trải qua một loạt cuộc cải tạo lớn, trong đó thêm một tầng trên ở khán đài phía đông, một mái che trên các khu vực tiếp khách và kéo dài sân để phù hợp với việc tổ chức môn bóng bầu dục Canada. Sau đó đã cho phép Toronto Argonauts chuyển đến BMO Field bắt đầu từ mùa giải CFL 2016, cũng là nơi chứng kiến Cúp Grey lần thứ 104 diễn ra tại sân vận động này.

## Xây dựng
BMO Field là sân vận động thứ năm được xây dựng tại vị trí chính xác của nó tại Exhibition Place. Gần đây nhất là Sân vận động Exhibition, mất người thuê chính, Toronto Argonauts của Canadian Football League và Toronto Blue Jays của Major League Baseball, với sự kiện mở cửa vào năm 1989 của SkyDome (nay là Trung tâm Rogers). Sân vận động Triển lãm đã bị phá bỏ vào năm 1999.
Một số đề xuất xây dựng sân vận động ở Toronto đã được xem xét vào những năm 2000. Argonauts đã đệ trình một đề xuất lên thành phố để cải tạo Sân vận động Lamport và mở rộng sức chứa của sân lên 19.000 người. Vào tháng 3 năm 2003, đề xuất đã được sửa đổi để xây dựng một sân vận động 22.000 chỗ ngồi mới tại Exhibition Place. Tháng 7 năm đó, Hiệp hội bóng đá Canada (CSA) đã công bố các kế hoạch riêng biệt cho một sân vận động 30.000 chỗ ngồi trị giá 82 triệu đô la tại địa điểm này, để tổ chức Giải vô địch bóng đá U-20 thế giới 2007 mà nó đã đấu thầu. Chính phủ Canada và Ontario đồng ý cung cấp tổng cộng 35 triệu đô la Canada tài trợ cho một sân vận động mới nếu CSA thành công trong việc mua lại quyền giải đấu. Vào thời điểm đó, Maple Leaf Sports & Entertainment (MLSE), chủ sở hữu của Toronto Maple Leafs của National Hockey League và Toronto Raptors của Giải bóng rổ Nhà nghề Mỹ, cũng đang tìm kiếm một sân vận động để tổ chức một đội Major League Soccer (MLS) mới mà họ đang xem xét khởi chạy. Liên đoàn coi các sân vận động dành riêng cho bóng đá là cần thiết để nhượng quyền thương mại mở rộng được cấp, do bầu không khí được cải thiện và kiểm soát các dòng doanh thu.
Argonauts, CSA và MLSE đã đồng ý hợp tác để xây dựng Sân vận động Varsity mới có sức chứa 25.000 chỗ ngồi, trị giá 80 triệu đô la tại Đại học Toronto. Ngoài khoản tài trợ của chính phủ đã cam kết, 15 triệu đô la đến từ UofT, công ty sẽ sở hữu sân vận động, và khoản vay 30 triệu đô la sẽ được Đại học thực hiện với khoản phí tài trợ 2,1 triệu đô la hàng năm do Argos trả. Tuy nhiên, MLSE đã rút lui khỏi sân vận động do không có lợi nhuận tài chính, và cuối cùng thỏa thuận này đã thất bại vào năm 2004 khi Chủ tịch mới của trường Đại học rút lại sự ủng hộ sau khi chi phí của nó tăng hơn 100 triệu đô la.

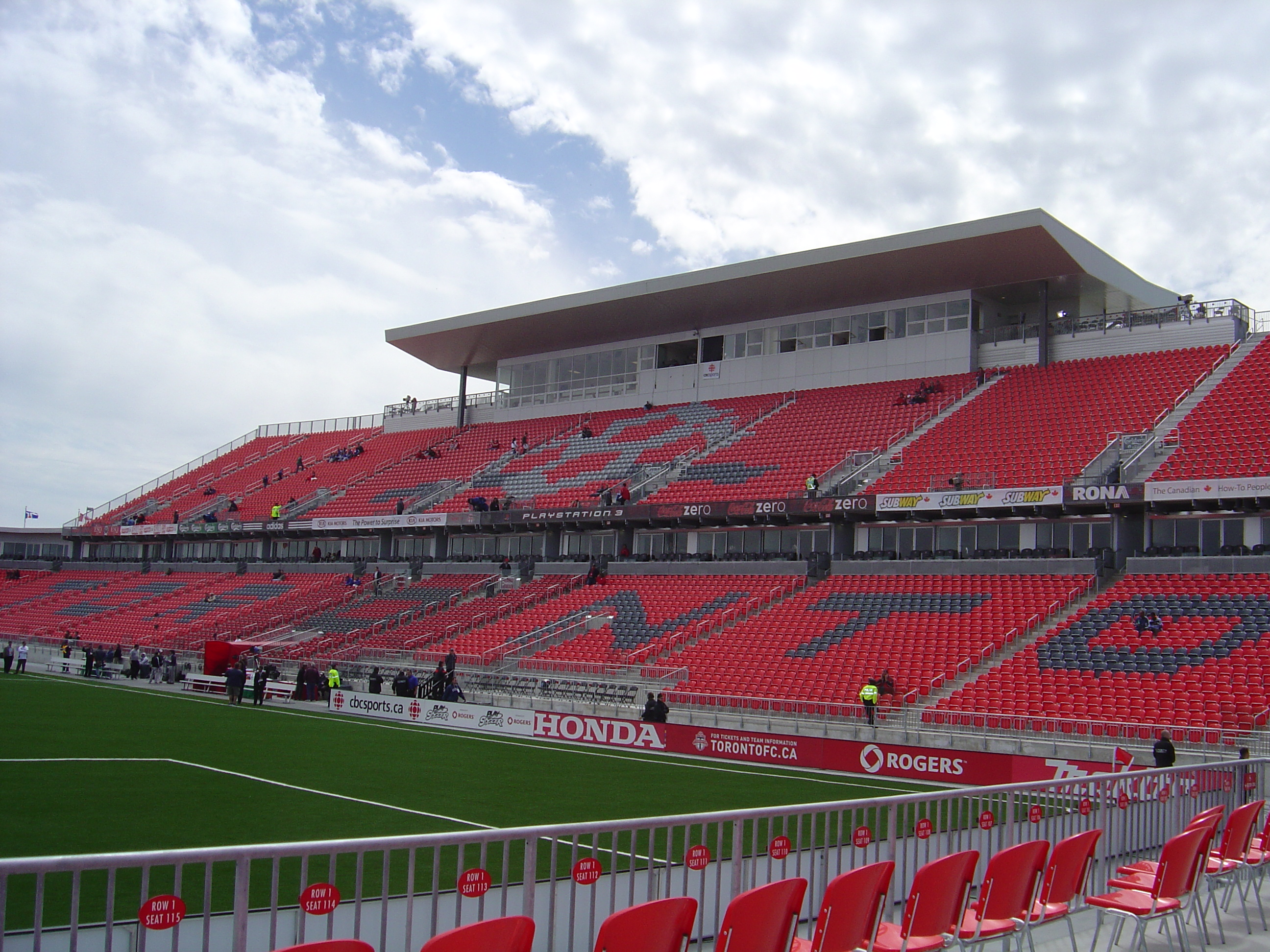
Khán đài tại BMO Field vài tuần sau khi mở cửa vào năm 2007. Ban đầu, sân vận động này chỉ được xây dựng với 25.000 chỗ ngồi.

Cuối năm đó, Argos và CSA công bố kế hoạch xây dựng một sân vận động 25.000 chỗ ngồi, trị giá 70 triệu đô la tại Đại học York, đóng góp đất và 15 triệu đô la, Argos bổ sung 20 triệu đô la vào tài trợ của chính phủ. MLSE không tham gia vào dự án này. Tuy nhiên, Argos đã rút khỏi sân vận động sau khi ký hợp đồng thuê mới 15 năm tại Trung tâm Rogers với giá thuê giảm đáng kể.
Vào năm 2005, địa điểm sân vận động được chuyển trở lại Exhibition Place, trên vị trí của Sân vận động Triển lãm đã bị phá bỏ và tòa nhà Đại sảnh Danh vọng Thể thao hiện tại sau đó, với sự hợp tác giữa MLSE và CSA. Với tổng chi phí 62,9 triệu đô la (tất cả các con số đều bằng đô la Canada) để xây dựng sân vận động (72,8 triệu đô la bao gồm cả đất), đóng góp tài chính đến từ nhiều nguồn. Chính phủ Liên bang Canada đóng góp 27 triệu đô la, Chính quyền Ontario bổ sung thêm 8 triệu đô la, và Thành phố Toronto trả 9,8 triệu đô la và góp đất cho dự án (trị giá 10 triệu đô la), trong khi vẫn giữ quyền sở hữu sân vận động. MLSE đã đóng góp 8 triệu đô la cho chi phí xây dựng và chịu trách nhiệm về mọi chi phí vượt quá. Đổi lại, họ được quyền quản lý sân vận động. MLSE cam kết mua một đội bóng MLS để chơi trong sân vận động. Số tiền còn lại đến từ MLSE, đã trả 10 triệu đô la cho quyền đặt tên sân vận động trong thời hạn hợp đồng quản lý 20 năm, sau đó họ đã bán lại cho Ngân hàng Montreal (BMO) với giá 27 triệu đô la trong 10 năm đầu tiên.
Đề xuất được Thành phố Toronto chấp thuận là cho một sân vận động "có khả năng chuyển đổi sang thể thức bóng đá." Argonauts đã cố gắng tham gia dự án vào phút cuối, nhưng MLSE, với lý do ngân sách và thời gian hạn chế, đã xây dựng sân vận động sao cho nó không thể phù hợp với một sân CFL nếu không phá dỡ và xây dựng lại các khán đài khu vực cuối.
Kích thước sân thi đấu là rộng 74 yard (68 m) x dài 115 yard (105 m), đáp ứng tiêu chuẩn của FIFA. Sân vận động có các ghế ngồi hoàn toàn màu đỏ, ngoại trừ thiết kế trên mỗi khán đài chính. Ở phía đông, thiết kế là một chiếc lá phong lớn trong khi ở phía dưới phía tây, thiết kế có dòng chữ "TORONTO", và có một phần của logo Toronto FC. Khán đài phía nam có đánh vần "BMO".
Vào ngày 11 tháng 5 năm 2006, Major League Soccer thông báo rằng Toronto FC sẽ tham gia giải đấu với tư cách là đội thứ 13 (và đầu tiên có trụ sở tại Canada) vào năm 2007, với BMO Field là sân nhà.

### Cải tạo

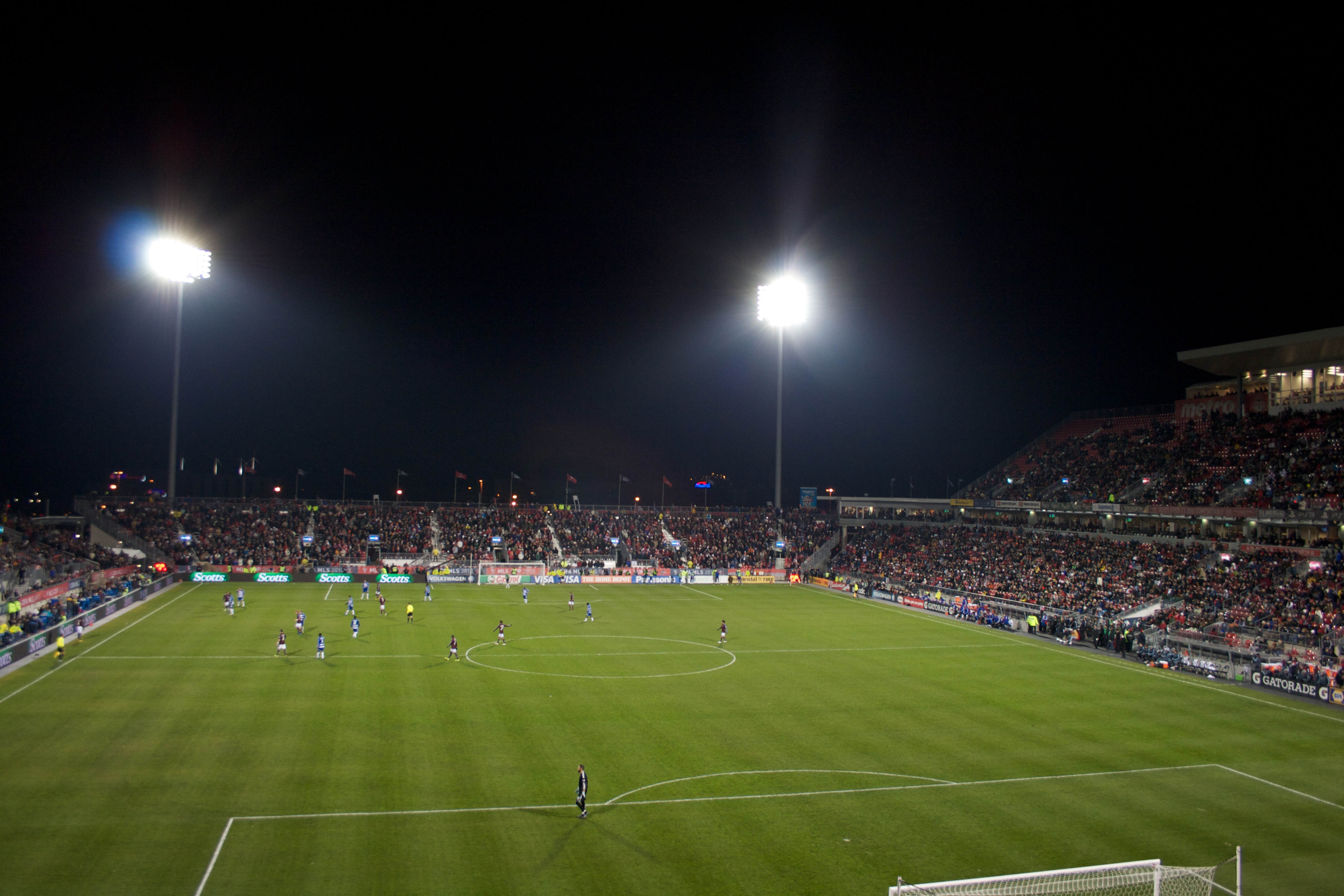
BMO Field vào tháng 11 năm 2010, vài tháng sau khi mặt sân chuyển từ FieldTurf sang cỏ tự nhiên.

BMO Field ban đầu sử dụng FieldTurf thay vì sân cỏ tự nhiên, điều này đã gặp phải một số chỉ trích. Một sân cỏ tạm thời được đặt vào tháng 8 năm 2009 cho trận đấu giao hữu với Real Madrid. Trước mùa giải 2010, Hội đồng Thành phố Toronto đã chấp thuận yêu cầu chuyển đổi sân vận động sang cỏ tự nhiên của MLSE. MLSE đã trả 3,5 triệu đô la cho việc chuyển đổi, và hứa sẽ trang trải tất cả các chi phí bổ sung để duy trì bề mặt. Một mặt sân Kentucky Bluegrass đã được lắp đặt vào mùa xuân năm 2010, cùng với hệ thống thoát nước hiện đại và hệ thống sưởi ấm tại mặt sân. MLSE đã chi thêm 2 triệu đô la để mở rộng khu cuối phía bắc thêm 1.400 chỗ ngồi cho mùa giải 2010. Là một phần của thỏa thuận chuyển đổi sân này sang cỏ tự nhiên, MLSE đã chi 1,2 triệu đô la để bổ sung một bong bóng mùa đông cho Sân vận động Lamport và 800.000 đô la xây dựng một sân cỏ nhân tạo mới để thay thế số giờ sử dụng đã mất tại BMO.
Vào tháng 11 năm 2009, công khai rằng Toronto Argonauts đang thảo luận với Thành phố Toronto về khả năng chuyển từ Trung tâm Rogers sang BMO Field, có khả năng sớm nhất là vào mùa giải CFL 2010. CFL đã đồng ý nghiên cứu tính khả thi của việc Argos thi đấu tại BMO Field, sân được xây dựng quá ngắn để phù hợp với một sân bóng bầu dục Canada có chiều dài đầy đủ bất chấp yêu cầu rằng sân vận động phải chuyển đổi sang cấu hình CFL trong thỏa thuận sân vận động ban đầu. Theo Tom Anselmi, cựu phó chủ tịch điều hành và giám đốc điều hành của MLSE, nếu không có những cải tạo đáng kể thì BMO Field chỉ có thể phù hợp với một sân 100 yard với các khu cuối 15 yard hoặc một sân 110 yard với các khu cuối 10 yard, mà ngắn hơn 20 yard so với sân tiêu chuẩn 110 yard và các khu vực cuối sân dài 20 yard. Vào ngày 16 tháng 12 năm 2009, Argonauts chính thức từ bỏ ý định này, sau khi CFL kết luận rằng địa điểm này không phù hợp với bóng bầu dục Canada ở tình trạng hiện tại.
Anselmi đã chỉ ra vào năm 2009 rằng một tầng thứ hai có thể được thêm vào khán đài phía đông và các hàng phụ được thêm vào khán đài phía nam, điều này sẽ bổ sung thêm 8.400 chỗ ngồi, với giá khoảng 15 triệu đô la. Sau khi Tim Leiweke nhậm chức chủ tịch MLSE vào tháng 6 năm 2013, ông bắt đầu thảo luận về kế hoạch của công ty về việc cải tạo lớn sân vận động. Vào đầu tháng 1 năm 2014, Leiweke nói rằng sẽ dành sáu tháng tới để tham khảo ý kiến các chuyên gia để xác định tính khả thi của dự án.
Vì sân vận động thuộc sở hữu của Thành phố Toronto, nên cần có sự đồng ý của họ đối với bất kỳ sửa đổi nào. Thành phố nhấn mạnh rằng bất kỳ cải tạo nào bao gồm việc làm cho bề mặt thi đấu dài hơn để phù hợp với một sân CFL để nó có thể là sân nhà của Argonauts, đội đã phải rời khỏi sân nhà Trung tâm Rogers hiện tại của họ vào cuối mùa giải 2017. Mark Grimes, Chủ tịch Hội đồng Quản trị của Exhibition Place, đã bắt đầu đàm phán với MLSE về dự án và nói "Tôi nghĩ rằng tôi đã nghe lời ông Leiweke rằng tôi là một người hâm mộ CFL lớn và rằng chúng tôi cần đưa Argos vào vị trí ổn định." Phó Thị trưởng Norm Kelly nói rằng "người Argos phải chơi ở đó" và "Tôi nghĩ rằng có một cơ hội rất tốt là họ sẽ làm được." Vào ngày 25 tháng 2, Grimes nói rằng một thỏa thuận đã "sắp kết thúc" và có thể sẽ đạt được "trong vài tuần tới". Các kế hoạch sơ bộ đã được công bố cho công chúng vào ngày 5 tháng 3.

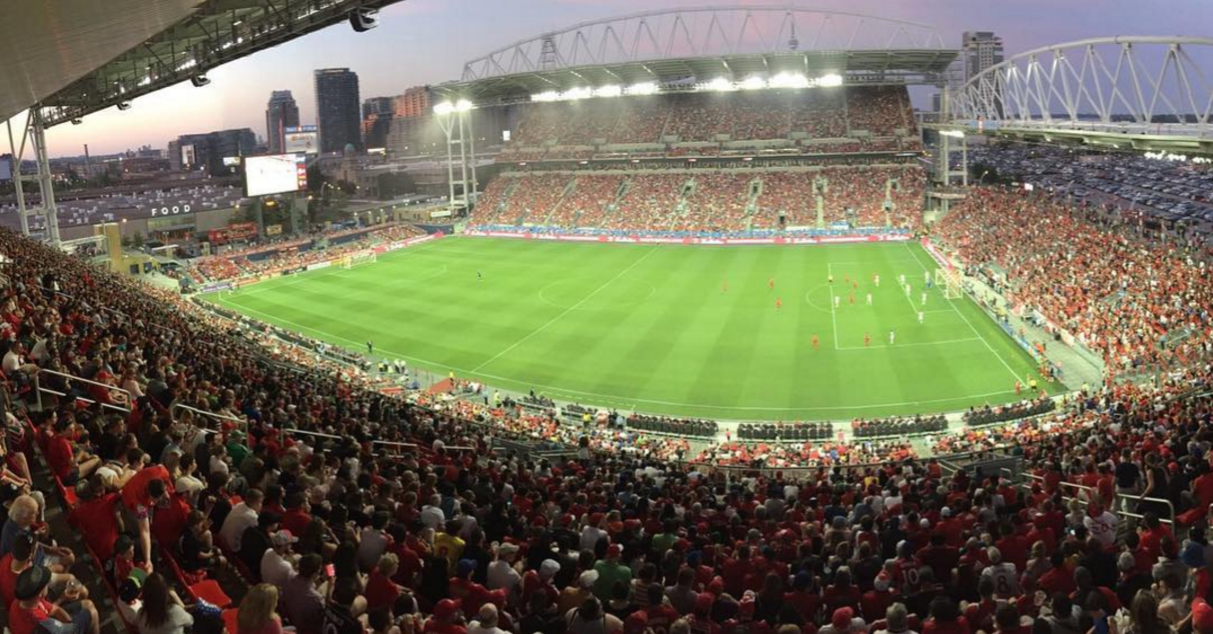
BMO Field vào tháng 6 năm 2016, ngay sau khi việc mở rộng để tăng sức chứa của sân vận động được hoàn thành.

Ngoài việc làm cho sân tương thích với các trận đấu CFL, các nâng cấp, vốn được đầu tư ban đầu từ 115–120 triệu đô la, đã bổ sung thêm một tầng trên mới ở phía đông, nâng sức chứa từ 21.566 chỗ ngồi lên 30.000 chỗ ngồi cho bóng đá, với 26.500 chỗ ngồi trong cấu hình CFL, và tạm thời có thể mở rộng với số chỗ ngồi bổ sung ở khu vực cuối lên 40.000 chỗ ngồi cho các sự kiện lớn chẳng hạn như rugby sevens tại Đại hội Thể thao Liên châu Mỹ 2015, các trận đấu NHL ngoài trời, Cúp Grey, Cúp MLS, Thế vận hội Mùa hè 2028 trở lên hoặc Giải vô địch bóng đá thế giới 2026 được tổ chức của Canada. Các kế hoạch đã kêu gọi 30 triệu đô la cho chỗ ngồi ở khu vực cuối có thể thu vào ở phía nam và sân thượng có thể thu vào ở đầu phía bắc để đảm bảo rằng người hâm mộ không ở xa bề mặt sân trong cấu hình bóng đá do sân CFL dài hơn, và một mái che trên hầu hết các khu vực chỗ ngồi cố định. Leiweke hứa rằng bề mặt chơi bóng đá sẽ vẫn là cỏ tự nhiên. Một bề mặt thi đấu hỗn hợp được gia cố như Desso GrassMaster, trong đó các sợi nhân tạo được nhúng vào cỏ để cho phép rễ cỏ đan xen với chúng để tăng cường độ bền của sân, ban đầu đã được xem xét, nhưng lo ngại rằng điều này sẽ làm phức tạp việc sửa chữa sân khiến MLSE quyết định phản đối nó. Một hệ thống sưởi ấm dưới bề mặt trị giá 1 triệu đô la và một hệ thống chiếu sáng nhân tạo trị giá 1 triệu đô la đã được lắp đặt để khuyến khích sự phát triển của cỏ, và MLSE đảm bảo được miễn sử dụng thuốc trừ sâu trên mặt sân. Các phần của khu vực cuối CFL là cỏ nhân tạo. Sơn có thể tháo rời được sử dụng để lót sân để cho phép loại bỏ các đường bóng đá trước khi thi đấu bóng đá. Ngoài ra, sân có hai cấu hình cột gôn bóng đá để cùng một loại cỏ không bị ràng buộc trong mọi trận đấu. Theo quy trình xây dựng hai giai đoạn, sân được kéo dài và sức chứa của sân vận động tăng lên với chi phí 77 triệu đô la vào ngày 1 tháng 5 năm 2015, với phần mái được thêm vào ngày 1 tháng 5 năm 2016 với giá 43 triệu đô la.
Leiweke trước đây đã nói rằng ngay cả khi không mở rộng sân vận động cũng cần 30 triệu đô la để sửa chữa, và thỏa thuận ban đầu kêu gọi thành phố và MLSE chia đều số tiền đó. Thay vào đó, MLSE tìm kiếm 10 triệu đô la tài trợ công từ mỗi chính quyền thành phố, tỉnh và liên bang để cộng thêm khoản đóng góp 90 triệu đô la của họ, cộng với bất kỳ khoản vượt chi phí nào, cho việc mở rộng. MLSE lập luận rằng sân vận động mới sẽ mang lại 8 triệu đô la lợi ích kinh tế, bao gồm cả thuế, tích lũy cho tỉnh hàng năm, và 18 triệu đô la tiền thuế cho dự án xây dựng. Công ty đã đồng ý trả một khoản phí thuê cố định hàng năm là 865.000 đô la cho Thành phố để nâng cấp sân vận động, thay vì mô hình chia sẻ doanh thu thay đổi theo thỏa thuận hiện tại, vốn đã trả lại trung bình 397.000 đô la cho thành phố trong 5 năm trước, để giúp đảm bảo rằng thành phố thu hồi vốn đầu tư của mình. Thỏa thuận mới đảm bảo cho thành phố 25,4 triệu đô la, và với 6 triệu đô la doanh thu từ bãi đậu xe, 31 triệu đô la doanh thu trong thời hạn của hợp đồng sẽ cao hơn 19 triệu đô la so với thỏa thuận cũ. Với tư cách là người quản lý sân vận động, MLSE nhận được bất kỳ khoản lợi nhuận nào do sân vận động chuyển đến và chịu trách nhiệm về mọi khoản lỗ. Thỏa thuận quyền quản lý và đặt tên của MLSE cho sân vận động, được ấn định sẽ hết hạn vào năm 2027, đã được gia hạn thêm 10 năm theo đề xuất. Thỏa thuận yêu cầu MLSE đạt được hợp đồng thuê "dài hạn (tức là 20 năm)" với Argos để sử dụng sân vận động bắt đầu từ năm 2015. Đề xuất cải tạo đã được Hội đồng quản trị Exhibition Place nhất trí thông qua vào ngày 7 tháng 3, và Ủy ban điều hành Thành phố Toronto đã đồng ý vào ngày 19 tháng 3. Hội đồng thành phố đầy đủ đã thông qua thỏa thuận vào ngày 3 tháng 4, và thỏa thuận dự kiến sẽ được hoàn thành vào ngày 15 tháng 6. Bộ trưởng Du lịch và Văn hóa tỉnh Michael Chan nói rằng MLSE đã đệ trình một yêu cầu tài trợ và "chúng tôi đang xem xét nó", trong khi người phát ngôn của Bộ trưởng Cơ sở hạ tầng Liên bang Denis Lebel nói rằng "chính phủ liên bang không có chương trình tài trợ cho các cơ sở thể thao chuyên nghiệp". Người phát ngôn của Lebel sau đó nói rằng "chính phủ của chúng tôi sẽ không tài trợ cho BMO Field miễn là nó được sử dụng bởi một đội thể thao chuyên nghiệp". Tuy nhiên, theo Leiweke, tài trợ của liên bang "sẽ không dùng đến sân vận động, tiền của họ sẽ để tổ chức các sự kiện lớn." Trong một cuộc phỏng vấn khác, ông nói "Liên bang đang cấp cho chúng tôi nguồn lực để (tạm thời) mở rộng lên 40.000 chỗ ngồi cho giá thầu Cúp Grey và giá thầu Winter Classic của chúng tôi".
Vào cuối tháng 5 năm 2014, MLSE đã không đạt được thỏa thuận tài trợ với chính phủ liên bang hoặc tỉnh để lấp đầy khoảng trống tài trợ 20 triệu đô la. Sự sụp đổ của chính phủ Ontario, với một cuộc bầu cử dự kiến vào ngày 12 tháng 6, đã ngăn cản họ phê duyệt phần tài trợ của họ. Với thời hạn bắt đầu xây dựng đang đến gần để đảm bảo rằng sân vận động đã sẵn sàng cho các môn thi đấu Pan-Am năm 2015, MLSE quyết định tiếp tục với giai đoạn đầu tiên của việc cải tạo mà không cần đảm bảo cam kết tài trợ thêm từ chính phủ. Kế hoạch sửa đổi đề xuất bổ sung 65 triệu đô la cho một boong phía đông phía trên trong giai đoạn đầu tiên và 40 triệu đô la bổ sung cho một mái che trong giai đoạn hai. Việc kéo dài sân để làm cho nó tương thích với CFL và cơ sở hạ tầng cho phép tăng tạm thời sức chứa chỗ ngồi đã bị hoãn lại sang giai đoạn thứ ba với chi phí từ 20 đến 25 triệu đô la sẽ được hoàn thành vào ngày 1 tháng 5 năm 2017, trong khi chờ cam kết của chính phủ hoặc các các bên tài trợ cho nó và một thỏa thuận sử dụng đang đạt được với Argos. MLSE đã đồng ý trả cho thành phố thêm 160.000 đô la hàng năm miễn là giai đoạn 3 vẫn chưa hoàn thành để đền bù cho thành phố về doanh thu đậu xe đã hình dung tại các trò chơi Argos. Leiweke cam kết rằng nếu cả hai cấp chính quyền tài trợ cho dự án "chúng tôi có nghĩa vụ cải tạo sân vận động cho CFL", nhưng nếu các điều kiện cần thiết cho giai đoạn ba không được đáp ứng trước ngày 15 tháng 5 năm 2017, MLSE có thể rút ra. Đề xuất mới đã được hội đồng thành phố thông qua vào ngày 12 tháng 6. Người ta cho rằng nếu Đảng Tự do thắng cuộc bầu cử cấp tỉnh, họ sẽ tài trợ cho dự án. Việc động thổ chính thức diễn ra vào ngày 23 tháng 9. Vào tháng 4 năm 2015, có báo cáo rằng việc cải tạo đã vượt quá ngân sách 10 triệu đô la do áp lực đáp ứng thời hạn, MLSE có nghĩa vụ tài trợ.
Vào ngày 20 tháng 5 năm 2015, có thông báo rằng hai trong ba đối tác sở hữu của MLSE, Bell Canada và Tập đoàn Kilmer của Larry Tanenbaum, đã mua lại cổ phần sở hữu trong Argos, với thỏa thuận sẽ kết thúc vào cuối năm và sẽ chuyển đội đến BMO Field cho mùa giải 2016. Nhóm sở hữu mới của Argos đã cam kết 10 triệu đô la cho chi phí chuyển đổi cho BMO Field, với MLSE phù hợp với điều này để lấp đầy khoảng trống tài trợ 20 triệu đô la. Một phần của thỏa thuận sẽ có hai giải Cúp Grey được tổ chức tại BMO Field mới được cải tạo. Việc cải tạo lại Argonauts đã thêm vào một phòng thay đồ hiện đại rộng 10.000 foot vuông (930 m2). Vào tháng 2 năm 2016, BMO đã thông báo rằng BMO đã gia hạn thỏa thuận tài trợ quyền đặt tên của mình thêm 10 năm. Việc cải tạo đã tiêu tốn tổng cộng 150 triệu đô la. Tại buổi lễ mở cửa trở lại, tỉnh Ontario đã đóng góp 10 triệu đô la cho khoản tài trợ. Sau khi cải tạo, sân dành cho bóng đá chỉ có 18 khu vực cuối sân (thay vì 20 yard tiêu chuẩn) do hạn chế về không gian và sự cần thiết của khu vực an toàn cho các cầu thủ bên ngoài sân thi đấu.
Vào tháng 4 năm 2019, MLSE đã chuyển đổi sân này sang bề mặt cỏ lai.

### Những phát triển gần đây
Vào tháng 8 năm 2017, Toronto FC II, nơi tổ chức các trận đấu của họ tại Trung tâm bóng đá Ontario trong ba mùa giải đầu tiên của họ, đã thông báo rằng họ sẽ chuyển các trận đấu trên sân nhà đến BMO Field và Sân vận động Lamport bắt đầu từ mùa giải 2018. Tuy nhiên, với việc rớt xuống giải hạng 3 USL League One cho mùa giải 2019, đội đã chuyển các trận đấu trên sân nhà đến BMO Training Ground.
Theo Sổ đấu thầu Thống nhất, BMO Field được liệt kê là địa điểm dự kiến cho Giải vô địch bóng đá thế giới 2026.
Là một phần trong nỗ lực của NHL nhằm cứu vãn mùa giải do đại dịch COVID-19, BMO Field được sử dụng như một phần trong bong bóng của NHL ở Toronto cho các đội Eastern Confefence trong vòng đấu loại trực tiếp Cúp Stanley 2020.

## Lịch sử

### Bóng đá

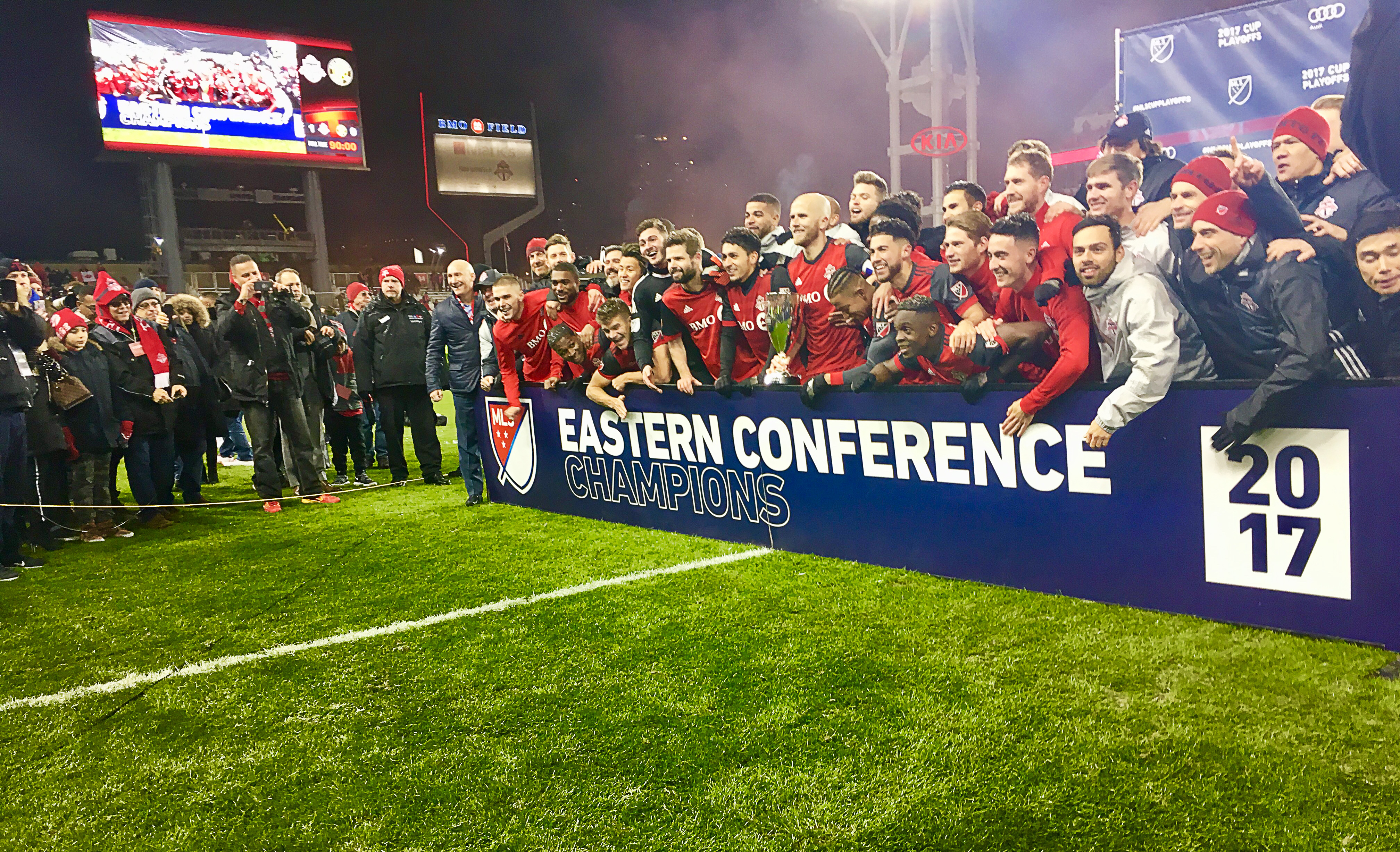
Toronto FC đăng quang với tư cách là nhà vô địch MLS Miền Đông 2017 tại BMO Field.

Toronto FC chơi trận đấu đầu tiên tại BMO Field vào ngày 28 tháng 4 năm 2007. Lễ khai mạc diễn ra vào ngày 12 tháng 5 năm 2007. Vào ngày 18 tháng 7 năm 2009, BMO Field bị đình chỉ rượu đầu tiên do một sự cố xảy ra vào ngày 21 tháng 5 năm 2008, liên quan đến việc trẻ vị thành niên uống rượu.
Trận đấu MLS All-Star 2008 được tổ chức tại BMO Field vào ngày 24 tháng 7 năm 2008 với trận đấu với West Ham United của Giải bóng đá Ngoại hạng Anh.
BMO Field đã tổ chức một số Cúp MLS và là địa điểm đầu tiên bên ngoài Hoa Kỳ tổ chức sự kiện này vào năm 2010, khi Colorado Rapids đánh bại FC Dallas 2–1. Trận đấu play-off trên sân nhà MLS đầu tiên được tổ chức tại BMO Field đã chứng kiến Toronto FC đánh bại Philadelphia Union 3–1 vào ngày 26 tháng 10 năm 2016. BMO Field tổ chức Cúp MLS một lần nữa vào năm 2016, khi Toronto FC giành chức vô địch MLS Miền Đông và đấu với Seattle Sounders trong trận chung kết; Seattle thắng trận đấu với tỉ số 5–4 trên chấm phạt đền sau trận hòa không bàn thắng sau hiệp phụ.
Vào ngày 9 tháng 12 năm 2017, BMO Field đã tổ chức Cúp MLS thứ hai liên tiếp vào năm 2017: trận tái đấu giữa Toronto FC và Seattle Sounders từ phiên bản trước. Lần này, Toronto FC đã đánh bại Seattle với tỷ số 2–0, và trở thành đội MLS đầu tiên hoàn thành cú ăn ba trong nước với chiến thắng của họ, cũng như là đội Canada đầu tiên vô địch Cúp MLS.
Vào ngày 24 tháng 7 năm 2014, BMO Field tổ chức trận khai mạc International Champions Cup 2014 giữa Olympiakos và A.C. Milan; Olympiakos thắng trận đấu với tỷ số 3–0.

#### Giải vô địch bóng đá U-20 thế giới 2007

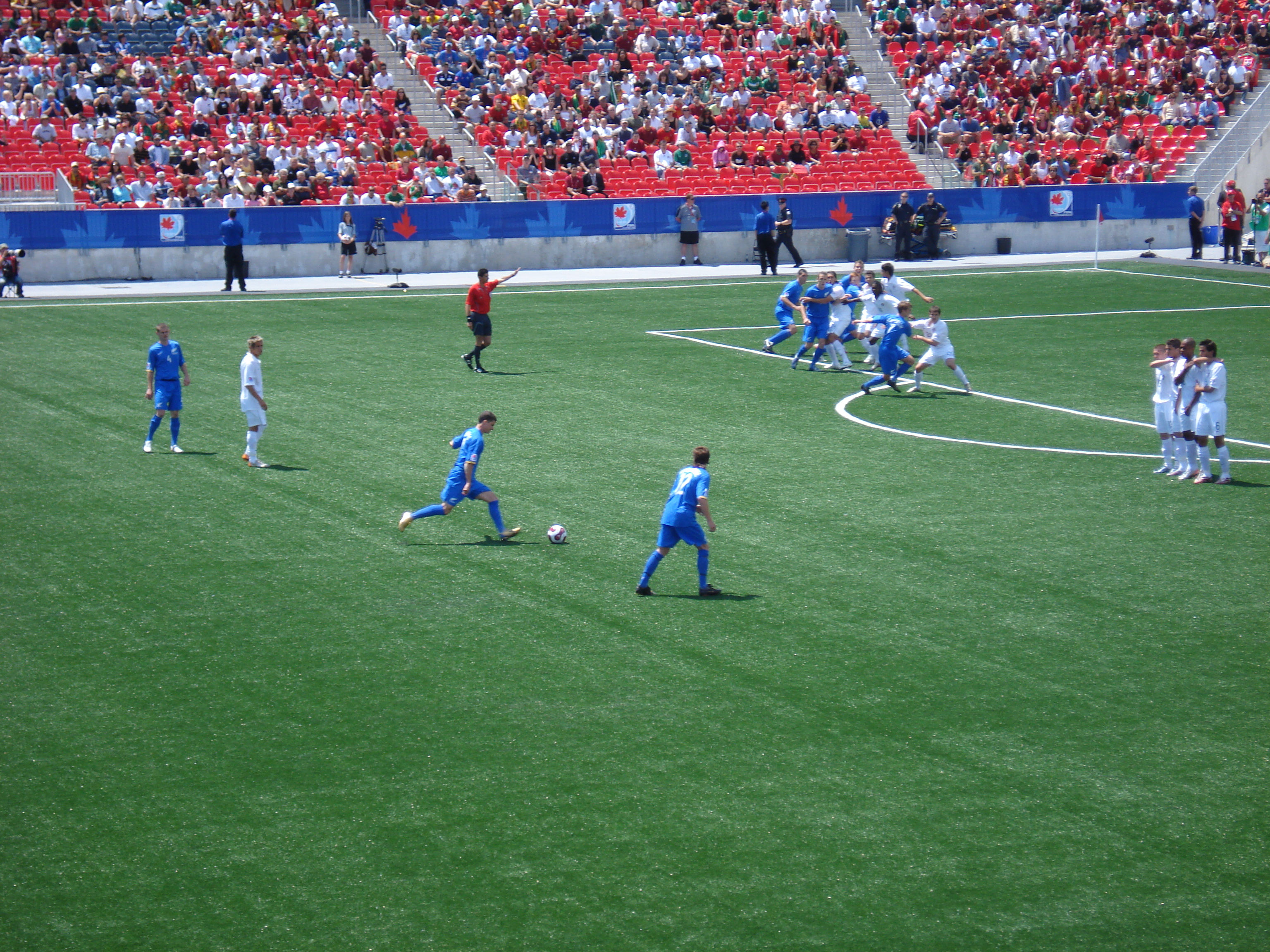
Trận đấu giữa U-20 New Zealand và U-20 Bồ Đào Nha tại Giải vô địch bóng đá U-20 thế giới 2007.

BMO Field đã tổ chức Giải vô địch bóng đá U-20 thế giới 2007, giải đấu lớn đầu tiên được tổ chức tại sân vận động. Sân vận động đã chứng kiến đội tuyển U-20 Canada một lần. Sân vận động cũng chứng kiến sáu trận đấu vòng đấu loại trực tiếp bao gồm trận chung kết; mà Argentina đã giành chiến thắng. Do các quy định tài trợ của FIFA, địa điểm được gọi là "Sân vận động Bóng đá Quốc gia" trong sự kiện này.
| Ngày                | Đội #1      | Kết quả    | Đội #2      | Vòng          | Khán giả |
| ------------------- | ----------- | ---------- | ----------- | ------------- | -------- |
| 1 tháng 7 năm 2007  | Canada      | 0–3        | Chile       | Bảng A        | 20.195   |
| 2 tháng 7 năm 2007  | Bồ Đào Nha  | 2–0        | New Zealand | Bảng C        | 19.526   |
| 2 tháng 7 năm 2007  | Gambia      | 0–3        | México      | Bảng C        | 19.526   |
| 5 tháng 7 năm 2007  | New Zealand | 0–1        | Gambia      | Bảng C        | 19.526   |
| 5 tháng 7 năm 2007  | México      | 2–1        | Bồ Đào Nha  | Bảng C        | 19.526   |
| 8 tháng 7 năm 2007  | Chile       | 0–0        | Áo          | Bảng A        | 19.526   |
| 11 tháng 7 năm 2007 | Hoa Kỳ      | 2–1 (h.p.) | Uruguay     | Vòng 16 đội   | 19.526   |
| 12 tháng 7 năm 2007 | Argentina   | 3–1        | Ba Lan      | Vòng 16 đội   | 19.526   |
| 14 tháng 7 năm 2007 | Áo          | 2–1        | Hoa Kỳ      | Tứ kết        | 19.526   |
| 19 tháng 7 năm 2007 | Chile       | 0–3        | Argentina   | Bán kết       | 19.526   |
| 22 tháng 7 năm 2007 | Chile       | 1–0        | Áo          | Tranh hạng ba | 19.526   |
| 22 tháng 7 năm 2007 | Séc         | 1–2        | Argentina   | Chung kết     | 19.526   |

#### Giải vô địch bóng đá nữ U-20 thế giới 2014
BMO Field đã tổ chức Giải vô địch bóng đá nữ U-20 thế giới 2014. Canada đã chơi ở Toronto trong hai ngày thi đấu đầu tiên, với CHDCND Triều Tiên, Phần Lan và Ghana trong bảng của họ. Sân vận động Bóng đá Quốc gia cũng tổ chức trận tứ kết vào ngày 16 tháng 8.
| Ngày                | Đội #1            | Kết quả         | Đội #2            | Vòng   | Khán giả |
| ------------------- | ----------------- | --------------- | ----------------- | ------ | -------- |
| 5 tháng 8 năm 2014  | Canada            | 0–1             | Ghana             | Bảng A | 20.195   |
| 5 tháng 8 năm 2014  | Phần Lan          | 1–2             | CHDCND Triều Tiên | Bảng A | 20.195   |
| 8 tháng 8 năm 2014  | Canada            | 3–2             | Phần Lan          | Bảng A | 20.195   |
| 8 tháng 8 năm 2014  | Ghana             | 0–3             | CHDCND Triều Tiên | Bảng A | 20.195   |
| 13 tháng 8 năm 2014 | Hàn Quốc          | 2–1             | México            | Bảng C | 20.195   |
| 13 tháng 8 năm 2014 | Costa Rica        | 0–3             | New Zealand       | Bảng D | 20.195   |
| 16 tháng 8 năm 2014 | CHDCND Triều Tiên | 1–1 (3–1 ph.đ.) | Hoa Kỳ            | Tứ kết | 20.195   |

#### Cúp Vàng CONCACAF 2015
| Ngày                | Đội #1  | Kết quả | Đội #2      | Vòng   | Khán giả |
| ------------------- | ------- | ------- | ----------- | ------ | -------- |
| 14 tháng 7 năm 2015 | Jamaica | 1–0     | El Salvador | Bảng B | 16.674   |
| 14 tháng 7 năm 2015 | Canada  | 0–0     | Costa Rica  | Bảng B | 16.674   |

### Bóng bầu dục Canada
Với việc Argonauts chuyển đến BMO Field được cải tạo bắt đầu từ mùa giải 2016, đội đã được trao quyền đăng cai Cúp Grey lần thứ 104 vào ngày 27 tháng 11 năm 2016 vào ngày 27 tháng 11 năm 2016. Vào ngày 11 tháng 6 năm 2016, Argonauts chơi trận đầu tiên tại sân vận động, một trận đấu trước mùa giải (giao hữu); Argos đánh bại Hamilton Tiger-Cats 25–16. Vào ngày 23 tháng 6, Argos chơi trận đấu thường xuyên đầu tiên của họ tại BMO Field; Ti-Cats đánh bại Argos 42–20. Do vị trí của khán đài, mỗi khu vực cuối sân chỉ sâu 18 yard chứ không phải 20 yard như tiêu chuẩn trong bóng bầu dục Canada.

### Bóng bầu dục

#### Rugby union

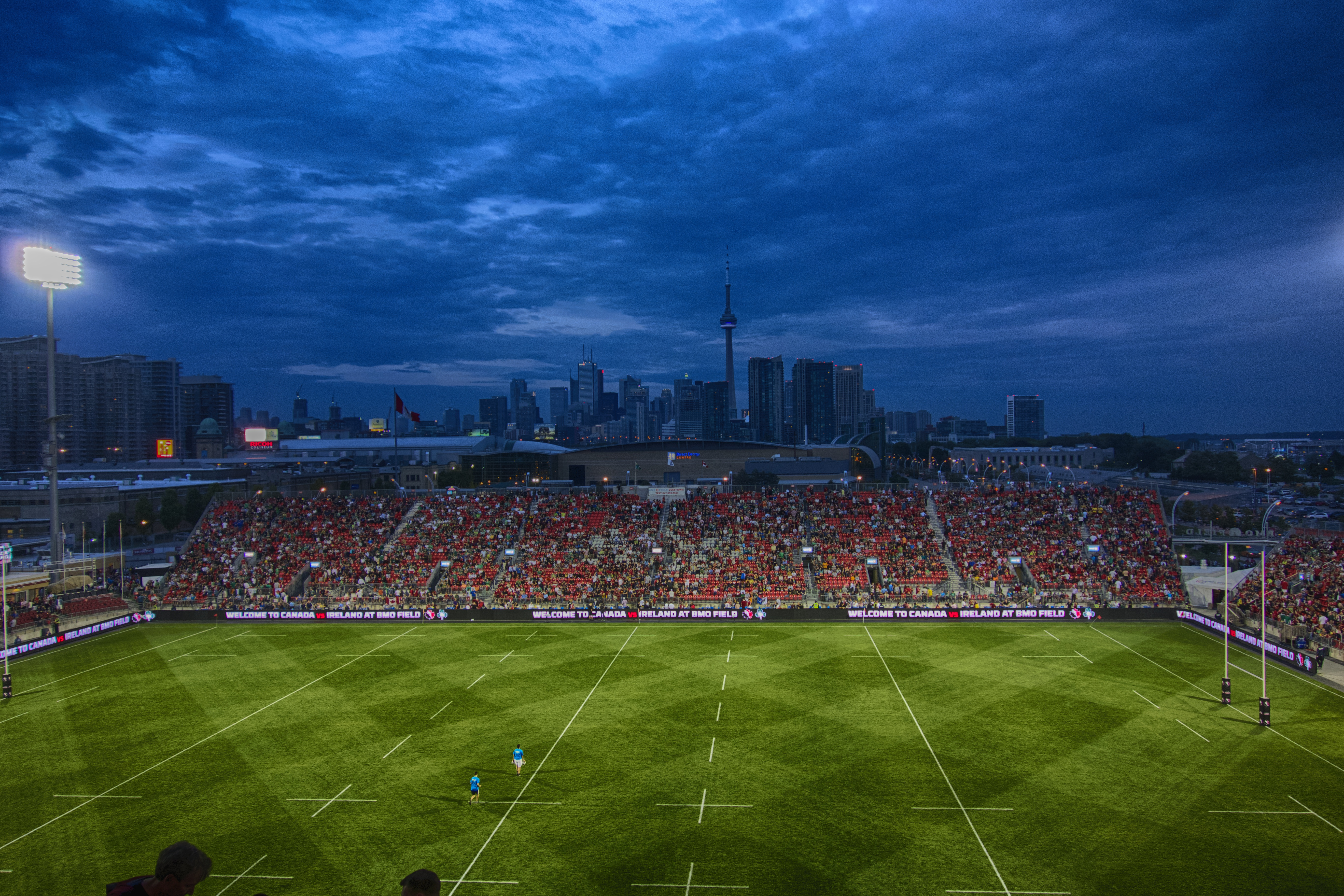
Mặt sân của sân vận động được thiết lập cho một trận bóng bầu dục vào tháng 6 năm 2013.

BMO Field đã trở thành sân nhà của đội tuyển rugby union quốc gia Canada. Kể từ năm 2011, đội đã chơi tại địa điểm này thường xuyên.
Trong Đại hội Thể thao Liên châu Mỹ 2015, BMO Field đã tổ chức môn thi đấu rugby sevens (các sự kiện môn bóng đá diễn ra tại Tim Hortons Field ở Hamilton). Do các quy định tài trợ của PASO, địa điểm được gọi là "Sân vận động Exhibition" trong sự kiện này.
| Ngày                | Đội khách                              | Kết quả | Đội nhà | Khán giả |
| ------------------- | -------------------------------------- | ------- | ------- | -------- |
| 6 tháng 8 năm 2011  | Hoa Kỳ                                 | 22–28   | Canada  | 10.621   |
| 15 tháng 6 năm 2012 | Ý                                      | 25–16   | Canada  | 12.220   |
| 15 tháng 6 năm 2013 | Ireland                                | 40–14   | Canada  | 20.396   |
| 24 tháng 8 năm 2013 | Hoa Kỳ                                 | 11–13   | Canada  | 10.207   |
| 3 tháng 11 năm 2013 | Bản mẫu:Country data New Zealand Māori | 40–15   | Canada  | 22.566   |
| 14 tháng 6 năm 2014 | Scotland                               | 19–17   | Canada  | —        |
| 29 tháng 7 năm 2015 | Samoa                                  | 21–20   | Canada  | 11.200   |

### Bóng vợt
Vào năm 2009, đội bóng Toronto Nationals của Major League Lacrosse bắt đầu chơi các trận sân nhà của họ tại BMO Field. Đội bóng chuyển đến Sân vận động Lamport vào năm 2010 và đến Hamilton vào năm 2011 trước khi giải thể vào năm 2013.

### Khúc côn cầu
Vào ngày 1 tháng 1 năm 2017, BMO Field đã tổ chức một trận đấu ngoài trời NHL, NHL Centennial Classic, để vinh danh Toronto Maple Leafs và một trăm năm của NHL. Leafs đã đấu với Detroit Red Wings, trong trận tái đấu của NHL Winter Classic 2014 được tổ chức ba năm trước. Địa điểm được gọi là "Sân vận động Exhibition" trong suốt thời gian đó, do Scotiabank (đối thủ cạnh tranh trực tiếp với BMO), là nhà tài trợ chính của sự kiện.
| Ngày                 | Đội khách                | Kết quả  | Đội nhà                    | Khán giả |
| -------------------- | ------------------------ | -------- | -------------------------- | -------- |
| 31 tháng 12 năm 2016 | Detroit Red Wings Alumni | 4–3      | Toronto Maple Leafs Alumni | –        |
| 1 tháng 1 năm 2017   | Detroit Red Wings        | 4–5 (OT) | Toronto Maple Leafs        | 40.148   |

### Buổi hòa nhạc
Buổi hòa nhạc duy nhất cho đến nay tại BMO Field được biểu diễn bởi nhóm nhạc progressive rock Genesis vào ngày 7 tháng 9 năm 2007.

### Các mốc quan trọng

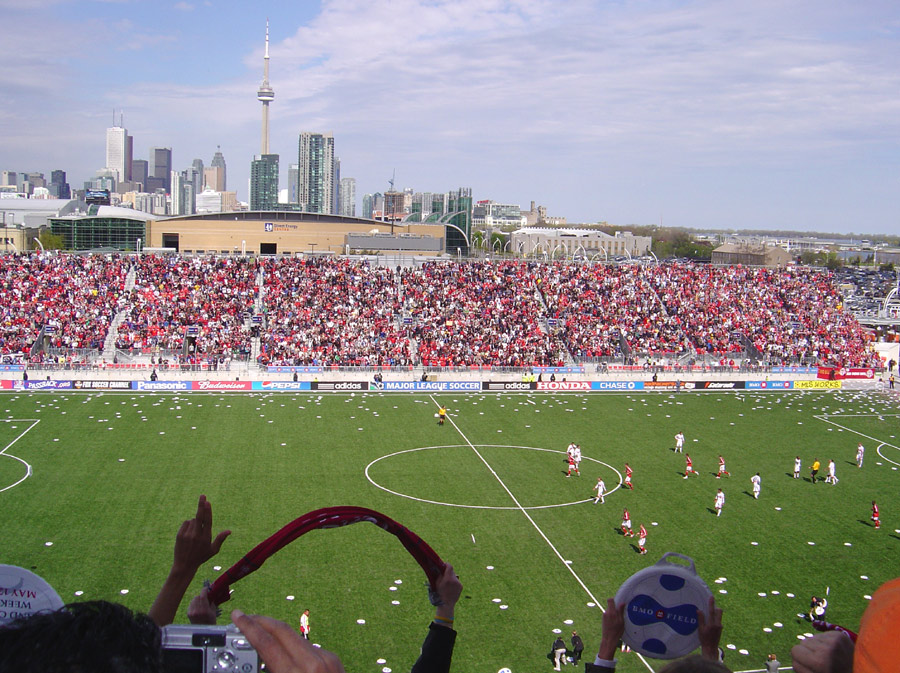
Quang cảnh sân vận động ngay sau khi Toronto FC ghi bàn thắng đầu tiên trong lịch sử câu lạc bộ vào ngày 12 tháng 6 năm 2007.

Bàn thắng đầu tiên tại BMO Field được ghi bởi Eddie Johnson cho Kansas City Wizards trong chiến thắng 1–0 tại Major League Soccer trước đội chủ nhà Toronto FC trong trận mở màn vào ngày 28 tháng 4 năm 2007. Bàn thắng đầu tiên của Toronto FC tại sân vận động này là pha lập công trong hiệp một của Danny Dichio trước Chicago Fire vào ngày 12 tháng 5 năm 2007 (cũng là bàn thắng đầu tiên của anh cho câu lạc bộ tại MLS).
Bàn thắng đầu tiên tại BMO Field do một cầu thủ người Canada ghi vào trận ra quân chính thức vào ngày 11 tháng 5 năm 2007, trong trận giao hữu U-20 giữa Canada và Argentina. David Edgar đã ghi một quả phạt đền trong trận thua 2–1 cho Canada, chỉ bốn phút sau khi Gómez ghi bàn thắng quốc tế đầu tiên tại sân vận động.
Víctor Núñez của Costa Rica ghi bàn thắng quốc tế đầu tiên trong trận giao hữu hòa 1–1 với chủ nhà Canada vào ngày 12 tháng 9 năm 2007, ngay trước khi Dwayne De Rosario ghi bàn thắng đầu tiên cho Canada tại sân vận động.
Bàn thắng đầu tiên của Toronto FC được ghi bởi một cầu thủ người Canada tại BMO Field là trong trận giao hữu ngày 25 tháng 6 năm 2007 với Aston Villa của giải Ngoại hạng Anh. Andrea Lombardo ghi bàn gỡ hòa ở đầu phía nam của BMO Field để nâng tỷ số lên 2–2 trước khi Aston Villa giành chiến thắng với tỷ số 4–2. Bàn thắng đầu tiên tại BMO Field do một cầu thủ người Canada ghi được là khi Miguel Cañizalez ghi bàn cho Toronto FC ở phút thứ hai trong trận thua 2–1 trước Columbus Crew vào ngày 22 tháng 9 năm 2007, kết thúc chuỗi 824 phút không bàn thắng tại MLS.
Bàn thắng đầu tiên trong trận play-off MLS của Toronto FC được ghi trên sân BMO Field ở phút thứ 15 bởi Sebastian Giovinco vào ngày 26 tháng 10 năm 2016 trước 21.759 khán giả. Trong cùng trận đấu, bàn thắng đầu tiên trong trận play-off của Toronto FC được ghi bởi một người Canada là Jonathan Osorio ở phút 48; tỷ số cuối cùng là 3–1 trước Philadelphia Union.
Trong bóng vợt, bàn thắng đầu tiên tại MLL tại BMO Field được ghi bởi Merrick Thomson của Toronto Nationals trong chiến thắng 15–11 trong trận mở màn trên sân nhà vào ngày 22 tháng 5 năm 2009.
Trong bóng bầu dục Canada, điểm CFL đầu tiên ghi được tại BMO Field là một đường chuyền chạm bóng hoàn thành của Toronto Argonauts bị Vidal Hazelton bắt gặp, do Logan Kilgore ném, trong trận thắng của Argos ngày 11 tháng 6 năm 2016; tỷ số cuối cùng là 25–16. Điểm số mùa giải thường xuyên đầu tiên của CFL ghi được tại sân vận động là cú chạm bóng an toàn 2 điểm của cầu thủ kicker/punter Canadian Argos Lirim Hajrullahu trong trận thua 20–42 vào ngày 23 tháng 6. Điểm số đầu tiên của mùa giải đầu tiên mà Argos ghi được tại BMO Field là pha field goal thành công của Hajrullahu trong cùng một trận đấu. Vào ngày 25 tháng 7, Argonauts thắng trận đầu tiên trong mùa giải tại sân nhà mới của họ, đánh bại Montreal Alouettes với tỷ số 30–17.

## Kỷ lục khán giả
Số lượng khán giả đông nhất cho bất kỳ sự kiện nào tại sân vận động được ghi nhận vào ngày 1 tháng 1 năm 2017, khi Toronto Maple Leafs có trận đấu với Detroit Red Wings trong NHL Centennial Classic trước 40.148 người. Số lượng khán giả nhiều nhất cho một trận đấu thuộc Major League Soccer là vào ngày 10 tháng 12 năm 2016, khi Toronto FC tiếp Seattle Sounders FC trong trận chung kết Cúp MLS 2016 trước 36.045 người. Số lượng khán giả lớn nhất cho một trận đấu của Canadian Football League là Cúp Grey lần thứ 104 diễn ra trước 33.421 người vào ngày 27 tháng 11 năm 2016. Đối với tất cả ba trận đấu, được chơi trong vòng năm tuần của nhau, sân vận động đã được mở rộng vượt quá sức chứa cố định của sân.

### MLS
| Mùa giải | Trung bình mùa giải | Lượng khán giả nhiều nhất | Lượng khán giả ít nhất |
| -------- | ------------------- | ------------------------- | ---------------------- |
| 2007     | 20.130              | 20.522                    | 19.123                 |
| 2008     | 20.120              | 20.461                    | 19.657                 |
| 2009     | 20.344              | 20.902                    | 19.843                 |
| 2010     | 20.453              | 22.108                    | 18.394                 |
| 2011     | 20.267              | 22.453                    | 16.313                 |
| 2012     | 18.681              | 20.071                    | 14.623                 |
| 2013     | 17.639              | 21.700                    | 12.627                 |
| 2014     | 22.086              | 22.591                    | 18.269                 |
| 2015     | 23.451              | 30.226                    | 16.382                 |
| 2016     | 26.787              | 36.045                    | 20.011                 |
| 2017     | 27.394              | 30.584                    | 15.175                 |
| 2018     | 26.628              | 30.799                    | 14.823                 |
| 2019     | 25.048              | 28.989                    | 22.651                 |

### CFL
| Mùa giải | Trung bình mùa giải | Lượng khán giả nhiều nhất | Lượng khán giả ít nhất |
| -------- | ------------------- | ------------------------- | ---------------------- |
| 2016     | 16.380              | 33.4211                   | 12.373                 |
| 2017     | 15.015              | 24.929                    | 11.219                 |
| 2018     | 14.211              | 18.104                    | 10.844                 |
| 2019     | 12.789              | 16.734                    | 9.819                  |

Ghi chú: 
1 Trận đấu tại Cúp Grey lần thứ 104 giữa Ottawa Redblacks và Calgary Stampeders.

### Rugby
Lượng khán giả lớn nhất cho môn rugby tại BMO Field và ở Canada được thiết lập khi đội tuyển rugby union quốc gia Canada có trận đấu với Māori All Blacks của New Zealand trước 22.566 người vào ngày 3 tháng 11 năm 2013. Maori All Blacks thắng trận đấu với tỷ số 40–15.